# Evergestis hoenei
Evergestis hoenei là một loài bướm đêm trong họ Crambidae.